# Хабзбуршка Шпанија
Хабзбуршком Шпанијом назива се период историје Шпаније у 16. и 17. веку током кога је државом владао главни огранак династије Хабзбург. На врхунцу своје експанзије, држава је обухватала територије у Америци, источној Индији, деловима данашње Француске и Немачке, Португалу (од 1580. до 1640.), Африци и разне друге територије. Овај период шпанске историје познат је и под називом "Доба експанзије".

## Почеци царства
Изабела Кастиљска умрла је 1504. године. Њен муж Фердинанд покушао је одржати своју власт у Кастиљи. Кастиљски Кортес је крунисао Изабелину ћерку Хуану за краљицу Кастиље. Њен супруг, Филип I, припадао је династији Хабзбург као син Максимилијана I и Марије Бургундијске. Године 1506. Филип је проглашен краљем уместо Хуане која је била ментално болесна. Умро је исте године под непознатим околностима, највероватније од тровања које је наредио Фердинанд. Филипов син Карло имао је само шест година те је Кортес, иако нерадо, морао доделити регентску власт Фердинанду. Шпанија је сада била уједињена као персонална унија под Фердинандом Арагонским. Фердинанд је водио агресивну политику. Започео је шпанско освајање Наваре. Умешао се и у Италијанске ратове покушавајући да прошири шпански утицај на Апенинском полуострву. У Рату камбрејске лиге прикључио се светој лиги формираној за борбу против француске експанзије. Француска је 1516. године потписала примирје и повукла се из Милана. Шпанска контрола призната је и у северној Навари. Фердинанд је умро исте године. На шпански престо попео се син Филипа и Хуане, Карло I од Шпаније. Његово наследство обухватало је све шпанске поседе у новом свету и око Медитерана. Сем тога, наследио је и Холандију и Франш-Конте, али и Хабзбуршке територије у Немачкој (1519). Хуана, Карлова мајка, остала је почасна краљица Кастиље све до смрти 1555. године. Карло је сада био најмоћнији хришћански владар. Франсоа I Француски нашао се окружен хабзбуршким територијама. Године 1521. напао је шпанске поседе у Италији и Навари покренувши тако нов рат. Француска је доживела поразе у биткама код Бикоке, Павије и Ландријана те је Франсоа морао прихватити пораз.

## Владавина Карла V
Победа Карла у претходном рату уплашила је Италијане. Папа, Млеци, Фиренца и Милано, заједно са Француском образовали су 22. маја 1526. године Свету лигу. И овај рат се завршио повољно по Карла. Мир је закључен 3. августа 1529. године. Француска се одрекла Италије и права сизеренства у Фландрији и Артоау, али је добила Бургундију. С папом се Карло измирио у Барселони 29. јуна, а са Миланом и Венецијом закључио мир у Болоњи 23. децембра. Франсоа се није помирио са поразом те је 1543. године закључио савез са турским султаном Сулејманом Величанственим против Шпаније. Био је то догађај без преседана. Енглески краљ Хенри VIII стао је на страну Шпанаца. Шпанска војска поражена је у бици код Черезоле, али је Хенри имао више успеха у Савоји те је Француска приморана да прихвати мировне услове. Аустријанци предвођени Карловим братом Фердинандом наставили су да се боре са Османлијама на истоку. Сада се Карло могао посветити борби против Шмалкалдског савеза. Шмалкалдски савез основан је 1531. године ради одбране протестантизма и остварења самоуправе. Савезу су припадали протестантски градови, тако да је постао озбиљна сметња политици цара Карла. Карло је покушао да преговара са протестантима 1545. године преко сабора у Тренту, али је протестантско руководство, на челу са Морисом Саксонским, Карлу објавило рат. У бици код Милберга (1547) Карло односи велику победу. Мир је закључен 1555. године. Аугзбуршким миром утврђен је принцип "Cuius regio, illius religio" (чија је земља, његова је и религија). Шпанија је постала заштитник католицизма у Светом римском царству. Године 1526. Карло се оженио Изабелом Авиз, сестром Јована III од Португала. Године 1556. абдицирао је и шпански престо поверио свом сину Филипу II, а светоримски брату Фердинанду. Умро је 1558. године у манастиру.

## Рат са Француском, Турском, Холандијом и Енглеском
Шпанија није дуго остала у миру јер је агресивни краљ Анри II дошао на француски престо 1547. године. Сукоб са Шпанијом обновљен је 1551. године. У биткама код Светог Квентина и Гравелина Шпанци односе победу. Споразумом у Като-Камбрезију окончани су Италијански ратови. Шпанска власт у Италији трајно је призната. Француска је избачена из борбе за Апенинско полуострво и у наредних тридесет година потресаће је верски ратови. У периоду од 1559. до 1643. године Шпанија је била на врхунцу моћи и територијалног проширења.
Шпанско царство знатно је увећано од периода Фердинанда и Изабеле. Астечко и царство Инка освојени су током Карлове владавине (1519-1521. и 1540-1558). Шпанска насеља оснивана су у Новом свету: Мексико Сити (1524), Флорида (колонизована 1560), Буенос Ајрес (1536), Нова Гранада (данашња Колумбија; 1530-тих година). И поред великих налазишта племенитих метала у новом свету, Шпанија је била у великој финансијској кризи. Османско царство претило је хабзбуршким поседима у Аустрији и северозападној Африци. Године 1560. Османлије су поразиле шпанску флоту код Туниса, а 1565. године освојена је стратешки значајна Малта. Витезови Светог Јована поражени су том приликом. Смрт Сулејмана Величанственог 1566. године охрабрила је Филипа да покрене рат против Османског царства. Османска флота поражена је 1571. године од стране флоте Свете лиге предвођене Хуаном од Аустрије у чувеној бици код Лепанта. Битка код Лепанта представља највећу поморску битку у европским водама још од римске битке код Акцијума која је 31. године п. н. е. вођена између Октавијана Августа и Марка Антонија. Пораз код Лепанта означио је крај османске доминације на мору. Османско царство већ је следеће године изградило нову флоту којима је штитило своју доминацију над афричком обалом и источним Медитераном. Примирје је потписано 1580. године.
Период мира није дуго трајао. Године 1566. избио је устанак у Холандији познат као Низоземска револуција или Осамдесетогодишњи рат. Терор војсковође Фернанда Алвареза де Толеда појачао је немире Калвиниста. Алварез је 1573. године опозван из Холандије. Хабзбуршка војска истерана је 1581. године из северне Холандије од стране Утрехтске уније образоване 1579. године. Арашким споразумом Шпанци су се обавезали да напусте ову област. У међувремену је Филип покушао да уједини цело Иберијско полуострво под својом влашћу. Прилика је створена 1578. године када је португалски краљ Себастијан покренуо крсташки рат против Марока. Рат је завршен катастрофалним поразом Португала у бици три краља. Португалски краљ је погинуо. Године 1580. Филип је узео титулу португалског краља чиме је настала Иберијска унија.
Шпанија 1585. године улази у рат са Енглеском. Рат је вођен до 1604. године и представља први од сукоба Шпаније и Енглеске. Узрок рата лежи у жељи обе државе да контролишу промет између Средоземља и Америке. Безобзирно уништавајући старе културе индијанских држава Инка и Маја шпански конкистадори су уграбили огроман плен, тако да су у матицу бродови доносили огромен количине сребра и злата. Шпанија је веома брзо стекла скоро непороценљиво богатство и постала је најмоћнија дрћава у Европи. Поред тога, имала је највећу морнарицу на свету и била је прва светска поморска сила у историји. Изражено настојање Енглеске да учествује у експлоатацији богатстава прекоморских земаља и да се афирмише на светским морима, довело је до сукоба са Шпанијом и Португалом који су тамо енергично сузбијали сваку појаву других европских сила, тежећи да сачувају монопол у трговини. Из тих сукоба развило се гусарење и пиратерија, који су на поморским комуникацијама трајали све до пред сам крај XVIII века, повремено прерастајући у праве ратове. Енглеска краљица Елизабета ангажује сир Френсис Дрејка за нападе на шпанске трговачке бордове. Енглеска морнараица је у то доба била још мала, али је имала одлично особље са великим поморским и ратним искутвом. Бродови су били мањи од шпанских али су били боље грађени са много бољим поморским и маневарским својствима. Артиљеријско наоружање било им је такође много боље, а управо се извежбаност енглеских посада истицала приликом доброг артиљерисјког гађања. Врхунац овог рата представља битка из 1588. године у каналу Ламанш у којој је енглеска флота Френсиса Дрејка нанела велики пораз "непобедивој" шпанској армади. Многи шпански бродови уништени су у повратку у олуји. Рат је завршен тек 1604. године миром у Лондону.
Окончавши рат са Енглеском, Шпанија је своје снаге усмерила на гушење устанка у Холандији. Војсковођа Амброзије Спинола имао је успеха у рату са Морисом Оранским. Године 1609. потписано је примирје.

## Тридесетогодишњи рат
Прашка дефенестрација 1618. одине означила је почетак Тридесетогодишњег рата. Шпанија је пришла снагама Светог римског царства у борби против Чешке и Протестантске уније. Амброзио Спинола налазио се на челу војске која је интервенисала у Фландрији. Филип III је умро 1621. године. Наследио га је Филип IV. Филип је на чело француске армије поставио Гаспара де Гузмана. Гузман је сматрао да је центар свих проблема Холандија те је Осамдесетогодишњи рат обновљен. Чеси су поражени у бици на Белој гори 1621. године. Спинола 1625. године заузима тврђаву Бреда. У рат је на страни Чеха ушао и дански краљ Кристијан IV. Шпански војсковођа Албрехт Валенштајн наноси му пораз у бици на Десауском мосту и поново у бици код Лутера. Опасност од Данске отклоњена је 1626. године. У рат се 1630. године укључио шведски владар Густаф II Адолф на страни немачких лутерана. Густав односи значајне победе код Брајтенфелда 1631. године и Лицена 1632. године, али Шпанија 1634. године односи победу у бици код Нордлингена. Изморен ратом, цар је понудио мир на кога су 1635. године пристали Бранденбург и Саксонија. Убрзо је Француска (кардинал Ришеље) објавила рат Светом римском царству и Шпанији. Шпанија је реаговала муњевито и напала Француску из више праваца. Пошто је сам Париз био угрожен, Ришеље и Луј XIII пристају на примирје. Шпанија је доживела пораз 1639. године у бици код Даунса од стране холандске флоте предвођене Мартеном Тромпом. Француска обнавља рат. Луј II Бурбон од Кондеа наноси шпанској фландријској армији пораз код Рокроа 1643. године.
Подржани од Француза, Каталонци, Напуљци и Португалци подужу устанак против Шпаније 1640. године. Португалија је прогласила независност чиме је окончана Иберијска унија. Шпанија склапа мир са Холандијом и признаје им независност. Она је потврђена Вестфалским миром из 1648. године. Француска је намеравала да подржи устанике у Каталонији у чему их је спречило избијање Фронде. Шпанија је успела да 1647. године угуши устанак у Напуљу под вођством Мазањела. Француској се придружила и Енглеска 1654. године која је својом јаком флотом допринела да се сруши премоћ Шпаније (Англо-шпански рат). Пиринејским миром из 1659. године Шпанија је изгубила положај велике силе у Европи. Рат са Португалом завршен је 1668. године Лисабонским миром којим Шпанија Португалу признаје независност.

## Након Тридесетогодишњег рата
Пиринејским миром Шпанија губи положај велике силе. Њено место заузела је Француска која, под Лујом XIV, доживљава процват. Између Француске и Шпаније је у наредном периоду вођено три рата. Деволуциони рат (1667-1668) вођен је око Шпанске Низоземске и завршен је Ахенским миром. Луј је приморан на мир због укључења Енглеске и Шведске у рат. Следећи рат вођен је у склопу Француско-холандског рата (1672-1678)и завршен је Најмегенским миром. Последњи рат вођен је између 1688. и 1697. године и познат је под називом Рат Велике алијансе. Завршен је неодлучним исходом. Иако је Шпанија у ова три рата имала релативно мале територијалне губитке, она је показала своју рањивост што су настојали искористити европски владари. Карлос II од Шпаније није имао деце те се постављало питање наследника. Он је умро 1700. године. Његова смрт означила је крај владавине Хабзбурга у Шпанији. Државу ће у наредном периоду потресати Рат за шпанско наслеђе.